# Kaltennordheim
Kaltennordheim (Rhöner Platt: Nurde) ist eine Kleinstadt in der Rhön im Landkreis Schmalkalden-Meiningen in Thüringen. Sie ist Mitglied und Sitz der Verwaltungsgemeinschaft Hohe Rhön.

## Entstehung des Namens
Im Mittelalter wurde der Ort „Nordheim im Tullifeld“ genannt. Erst ab dem 14. Jahrhundert trat der Zusatz Kalten- auf, der sich vermutlich von der relativ kühlen, rauen Witterung der Orte Kaltennordheim, Kaltensundheim, Kaltenlengsfeld und Kaltenwestheim, bedingt durch die ungünstige Lage hinter den im Süden liegenden Bergen, ableitet. Außerdem war der Zusatz wohl zweckmäßig zur Unterscheidung von anderen Orten wie Nordheim v.d.Rhön.

## Geografie
Kaltennordheim liegt im Südwesten Thüringens im oberen Feldatal auf dem Gebiet des Biosphärenreservats Rhön. Die Höhenlage variiert von etwa 400 m ü. NHN an der Grenze zu Diedorf und 800 m ü. NHN in der Gemarkung Kaltenwestheim (Schafküppel).

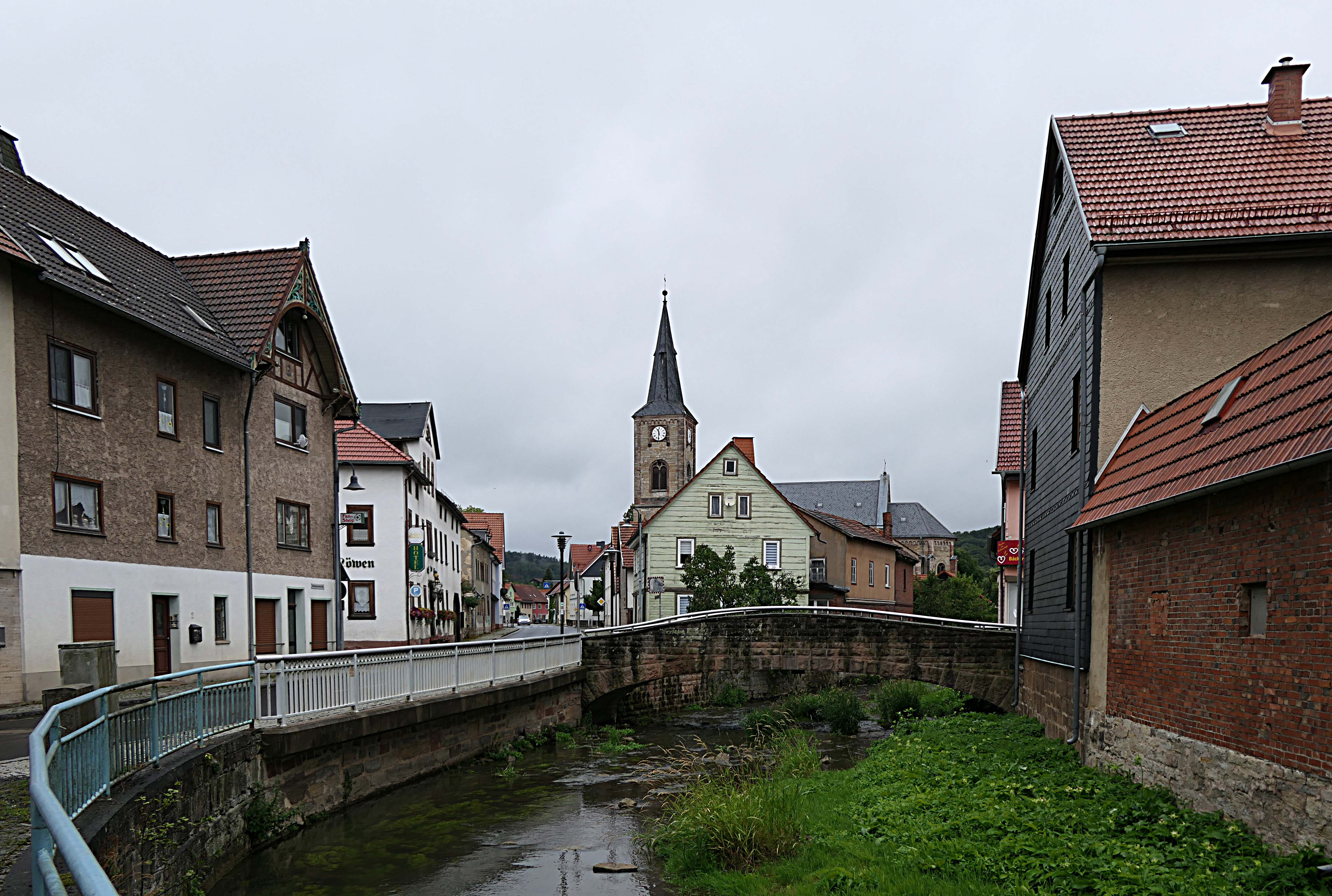
Kaltennordheim - Ortsmitte an der Felda

Das Stadtgebiet grenzt im Norden an die Gemeinden Schleid, Dermbach, Empfertshausen und Wiesenthal im Wartburgkreis, im Osten an die Gemeinden Wasungen und Friedelshausen, im Südosten an die Gemeinde Rhönblick, im Süden an Erbenhausen und Oberweid und im Westen an die hessische Stadt Tann (Rhön). Der Ortsteil Melpers liegt als Exklave südlich von Erbenhausen und unmittelbar an der Landesgrenze zu Bayern.

### Stadtgliederung

Stadtteile seit dem 1. Januar 2019

Die Stadt gliedert sich in die Ortsteile Andenhausen, Aschenhausen, Fischbach/Rhön, Kaltenlengsfeld, Kaltennordheim, Kaltensundheim, Kaltenwestheim, Klings, Melpers, Mittelsdorf, Oberkatz und Unterweid.

### Klima
Das Klima ist, wie der Ortsname bereits vermuten lässt, relativ kühl und rau (siehe auch bei Entstehung des Namens).
Die Stadt liegt in einer von Bergen umgebenen Tallage, in der die kalte Luft herab sinkt und sich oft hartnäckig festsetzt. Ebenso verhält es sich mit dem Nebel in den Frühjahr- und Herbstmonaten. Während sich der Nebel beispielsweise in den Ortsteilen Fischbach/Rhön und Unterweid schnell wieder auflöst, beziehungsweise dieser erst gar nicht entsteht, hält er sich im Tal der Ortsteile Kaltennordheim, Kaltensundheim, Kaltenwestheim und Mittelsdorf oft den ganzen Tag. Auch dieses Phänomen trägt dazu bei, dass sich die Luft im Talkessel nur zögerlich erwärmt. Die Wetterstation der Firma Meteomedia auf dem Gelände der Freiwilligen Feuerwehr Kaltennordheim meldet bei klaren Nächten regelmäßig die niedrigsten Temperaturen im Freistaat Thüringen und in seltenen Fällen sogar deutschlandweit.

## Geschichte

### Grafen von Henneberg
Der Ort wurde bei einer Güterschenkung als „Nordheim im Tullifeld“ im Jahre 795 erstmals urkundlich erwähnt, der Ort ging in den Besitz des Fuldaer Reichsklosters über.
Kaltennordheim befand sich in einer Grenzregion des Ostfrankenreiches, die militärisch durch einen Markgrafen verwaltet wurde; dessen Burg befand sich wohl oberhalb Neidhartshausen. Der Verwaltungsmittelpunkt der Cent befand sich im Nachbarort Kaltensundheim. 1145 wurde Kaltennordheim das Marktrecht erteilt. Die Grafen von Nithardishusen waren vermutlich mit den Grafen von Henneberg verwandt, die nach ihrem Aussterben im 13. Jahrhundert den Grundbesitz erbten.

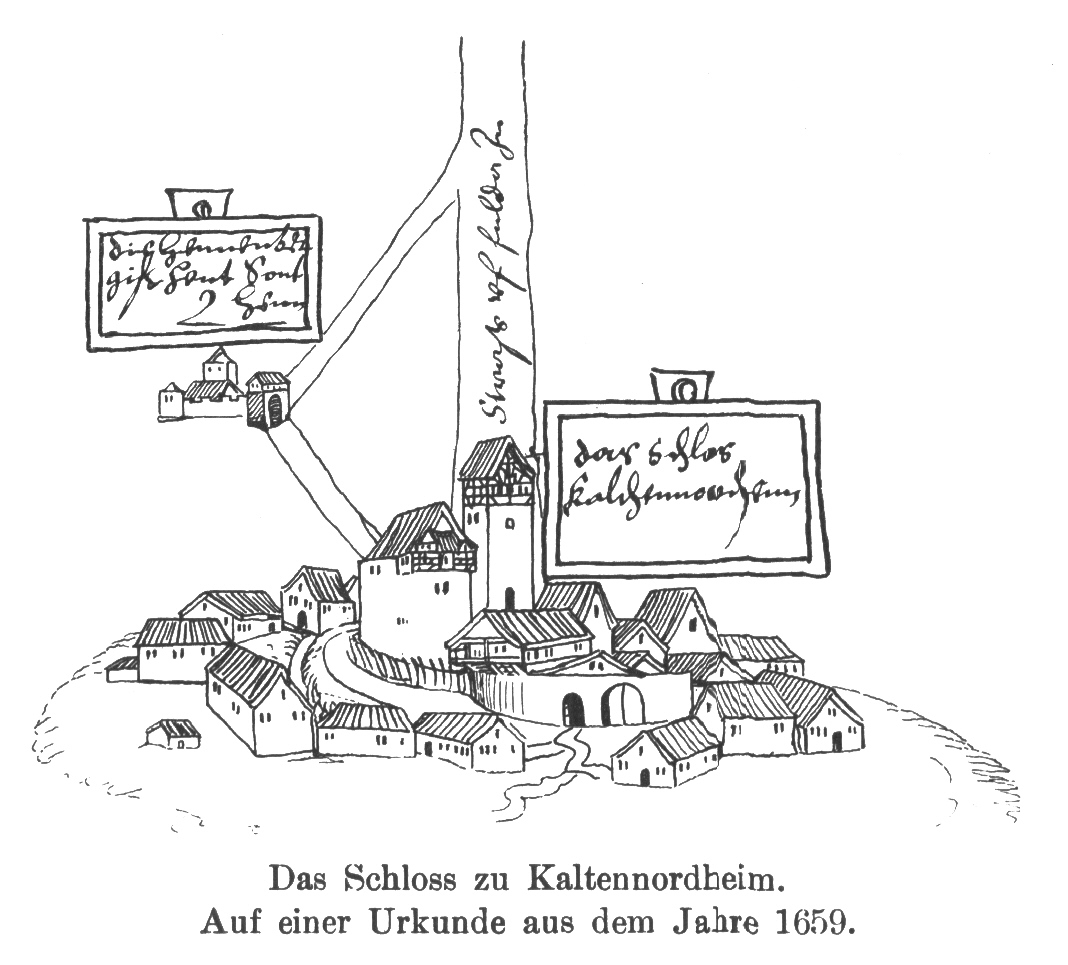
Die Merlinsburg 1659

Die Errichtung der Merlinsburg fand wohl noch im 13. Jahrhundert statt, in einer von Bürgerkriegen und Kämpfen geprägten Zeit (Thüringer Erbfolgekrieg). Im 14. Jahrhundert war das Henneberger Grafengeschlecht in mehrere Seitenlinien aufgeteilt, ein Graf Berthold von Henneberg-Schleusingen erwarb von seinen Vettern die Cent Kaltensundheim mit Reichenhausen, Erbenhausen, Oberweid, Unterweid, Kaltenwestheim und Kaltennordheim. 1334 wurde das erste Mal ein Amt Kaltennordheim erwähnt. Graf Johann I. von Henneberg-Schleusingen († 1361), der nach dem Tod seines Bruders Heinrich VIII. 1347 Kaltennordheim bei der Erbteilung mit seiner Schwägerin Jutta von Brandenburg erhielt, versetzte es mit Roßdorf und Barchfeld im Jahre 1350 dem Stift Fulda. Die Wiedereinlösung geschah erst durch Graf Wilhelm II. von Henneberg-Schleusingen († 1426) im Jahre 1419.
Diesem folgte sein Bruder, der streitsüchtige Graf Heinrich XI. (VIII.) von Henneberg-Schleusingen (* 1422; † 1475) (der Unruhige). Seine von 1445 bis 1475 dauernde Regentschaft war von zahlreichen Fehden und Konflikten mit den Nachbarherrschaften geprägt. Als Amtssitz diente die Merlinsburg, eine 1634 zerstörte Wasserburg.
Der Bauernkrieg von 1525 erreichte auch das obere Feldatal und hatte die Erstürmung des Klosters Zella zur Folge. Die Bauern bedrohten auch die Merlinsburg, Sitz des Amtmanns Tham von Herda. Eine Belagerung wurde rasch abgebrochen, die Bauern zogen nach Oberweid ab.
Am 12. Oktober 1562 erhielt Kaltennordheim vom Graf Wilhelm von Henneberg das Stadtrecht verliehen. Zu den Privilegien gehörte das Recht auf eine politisch selbständige Stadtverwaltung, ein Stadtwappen, das Stadtrecht sowie eigene (Handels-)Maße und andere Bestimmungen. Seit 1563 wird in Kaltennordheim zu Pfingsten der „Heiratsmarkt“ abgehalten. Ursprünglich war es ein gewöhnlicher Warenmarkt von überregionaler Bedeutung. Die Bauernsöhne der abgelegenen Höfe und Landgemeinden nutzten die seltene Gelegenheit, ihre Höfe auch zur Brautschau zu verlassen, daraus entwickelte sich das größte Volksfest in der Thüringer Rhön.

### Sachsen-Weimar-Eisenach
Mit dem Tod des Grafen Ernst von Henneberg im Jahr 1583 erlosch das einst mächtige Henneberger Grafenhaus, ein Erbvertrag regelte die Erbfolge der einzelnen Landesteile. Das Amt Kaltennordheim und das Amt Fischberg fielen an das Herzogtum Sachsen (1547–1572) (Ernestiner). Die neuen Landesherren hoben 1601 die bestehenden Centbezirke auf und veranlassten die Aufwertung Kaltennordheims durch die Einrichtung eines Amtsgerichts. Im Dreißigjährigen Krieg wurde das Gebiet mehrfach von Durchzügen und Kampfhandlungen betroffen. Die Leidenszeit begann 1622 mit Truppendurchmärschen, auch die Pest und andere Seuchen wurden eingeschleppt. Als Höhepunkt der Leiden blieb der Einfall der in kaiserlichen Diensten stehenden Reiter Isolanis in Erinnerung. Die Burg und ein Großteil der Stadt wurden am 12. Oktober eingenommen, eingeäschert und ausgeplündert, viele Einwohner der umliegenden Orte hatten sich zuvor in die als sicher eingeschätzte Stadt geflüchtet. 1635 raffte die Pest den Großteil der verbliebenen Bevölkerung hinweg, es kam zu Hungersnöten. 1993 fand man bei Schachtarbeiten an der Friedhofsmauer eine Grube mit zahlreichen Skeletten, die als Massengrab von Pesttoten gedeutet wurde.

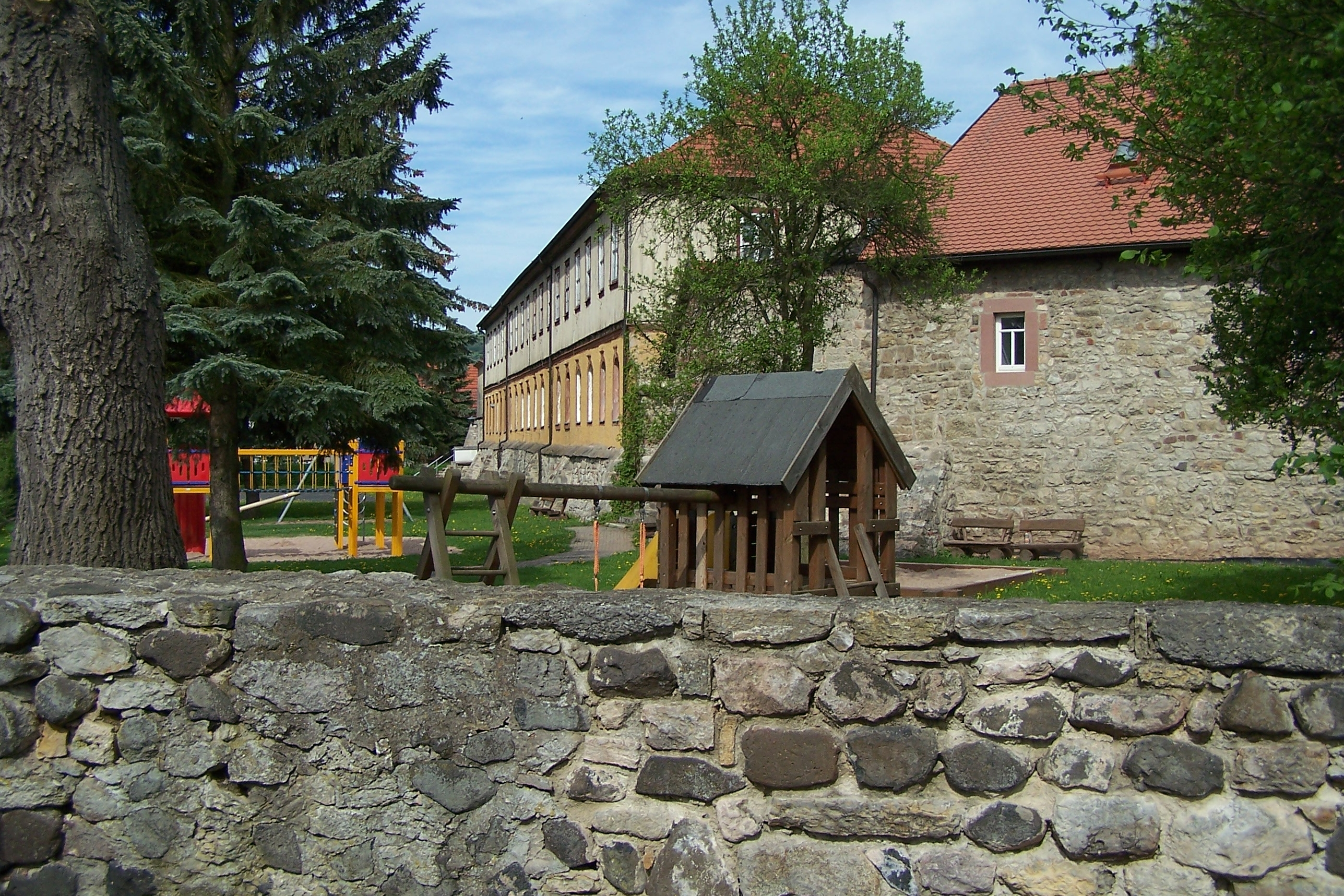
Das auf dem Gelände der Merlinsburg ab 1752 errichtete Amtsschloss der Weimarer Herzöge

Nach der Aufteilung der Grafschaft Henneberg im Jahr 1660 fiel die Stadt an die Herzöge von Sachsen-Weimar. Nach dem zögerlichen Wiederaufbau der Stadt fielen 1719 erneut 42 Wohngebäude, 47 Stallungen und 18 Scheunen einem Großbrand zum Opfer. Für die Amtsverwaltung wurden 1752 bis 1754 im ehemaligen Schlossgelände Neubauten errichtet, auch ein Amtsgefängnis entstand. 1780 besuchte der Weimarer Herzog die neu angelegten Bergwerksanlagen von Kaltennordheim. Mit dem Abbau von Braunkohle waren große Erwartungen verbunden. Im Auftrag des Herzogs Carl August wurde auch Johann Wolfgang von Goethe als Staatsminister mehrfach nach Kaltennordheim beordert, im Jahr 1780 schrieb er in seinem Quartier das Gedicht „Meine Göttin“. Ebenfalls um 1780 wurde im Turm des Schlosses der Rhönpaulus eingekerkert, der nach Desertion aus der preußischen Armee in den Wäldern gelebt und Reiche bestohlen hatte, um den Armen zu helfen; er wurde dem Scharfrichter übergeben.

### 19. Jahrhundert
Im 19. Jahrhundert hemmten erneut Naturkatastrophen, Brände und Kriege die Stadtentwicklung.
Nach der französischen Besatzungszeit (1806–1813) erholte sich das Gebiet von der wirtschaftlichen Auspressung durch Steuern und Plünderungen nur langsam. Die erste Typhus-Seuche wurde von der geschlagenen napoleonischen Armee eingeschleppt, die Bevölkerung litt Missernten und Hungersnöten. Zwei Großbrände verursachten 1858 große Schäden in der Altstadt, 700 Menschen wurden obdachlos, auch die Stadtkirche brannte aus. 1866 fanden bei den Nachbarorten Roßdorf und Wiesenthal Gefechte zwischen preußischen und königlich bayerischen Einheiten statt. In Kaltennordheim hatte zuvor eine bayerische Einheit Quartier bezogen. An die Opfer erinnert ein Gedenkstein bei der Kirche.
Mit dem 1875 erfolgten Ankauf des Gemeindebrauhauses durch Friedrich Christian Diettmar begann die Firmengeschichte der Rhönbrauerei Kaltennordheim.
In den 1870er Jahren fand die größte Auswanderungswelle in der Rhön statt, die Mehrzahl der Auswanderer entschloss sich für eine Ausreise in die Vereinigten Staaten.
Mit dem Bau der zunächst meterspurigen Feldabahn wurde 1878 begonnen. Die Unternehmer der Rhön setzten große Erwartungen in dieses neue Transportmittel. 1880 erfolgte die Einweihung der Bahnlinie mit Endpunkt in Kaltennordheim. Ein mehrfach geforderter Ausbau der Strecke mit Anbindung an die Bahnstrecke Mellrichstadt–Fladungen und der zu Sachsen-Weimar-Eisenach gehörenden Exklave Ostheim vor der Rhön wurde von der großherzoglichen Verwaltung als unwirtschaftlich bewertet und unterblieb. Ein Brand zerstörte 1882 das Rathaus, der Neubau wurde 1884 eingeweiht.

### Erste Hälfte des 20. Jahrhunderts
1904 wurde die Einführung der elektrischen Beleuchtung durch einen Stromgenerator an der Neumühle ermöglicht. Die noch störanfällige Anlage wurde vom Gerbermeister Dietrich mit einem zusätzlichen Ölmotor versehen und war dadurch unrentabel. Der Bau des ersten Kraftwerkes erfolgte 1910 durch die Firma Ernst.
Im Ersten Weltkrieg fanden 74 Soldaten aus Kaltennordheim den Tod. Die wirtschaftliche Entwicklung wurde nach dem Kriegsende durch Inflation und Massenarbeitslosigkeit gebremst. Viele Einwohner wanderten in die benachbarte Kalibergbauregion ins Werratal um Merkers und Heringen ab.
In der Zeit des Nationalsozialismus wurde die Bevölkerung der Rhön-Orte durch die Ankündigung von wirtschaftlichen Großprojekten und Arbeitsfördermaßnahmen beeindruckt. In der Nachbarschaft der Stadt wurden Arbeitsdienstlager eingerichtet, der Bau von Straßen und die Anlage von Gehöften, wie zum Beispiel der Marschlerhof, sowie Notstandsarbeiten schufen Arbeitsgelegenheiten. In vielen Orten entstanden neue Verwaltungsgebäude und Wohnhäuser. Der Umbau der Feldabahn auf Normalspurbetrieb wurde vorgenommen und 1934 vollendet.
120 Soldaten aus Kaltennordheim wurden im Fronteinsatz im Zweiten Weltkrieg getötet oder gelten als vermisst. Zehn jüdische Familien wurden verfolgt, ihre Geschäfte enteignet und die meisten ihrer Angehörigen der Vernichtung ausgeliefert. Während des Krieges mussten 27 Frauen und Männer, vorwiegend „Ostarbeiter“, bei der Firma Ernst Burghard & Wagner Zwangsarbeit verrichten.

### Zweite Hälfte des 20. Jahrhunderts
Die nach dem Kriegsende wirksame Einteilung Deutschlands in vier Besatzungszonen hatte die Unterbrechung der Verbindungen der zur Sowjetischen Besatzungszone gehörenden Stadt Kaltennordheim zu den nahen hessischen und bayerischen Nachbarregionen zur Folge. Die ab 1952 bis 1961 beginnende Grenzlage war mit der Errichtung einer 5-km-Sperrzone verbunden. In dieser Zeit waren in der Stadt noch viele Übersiedler und Heimatvertriebene untergebracht, die Wohnungsnot war trotz einsetzender staatlich geförderter Baumaßnahmen (u. a. Landambulatorium und Schule) groß. 1958 wurde eine Kaserne der Grenzpolizei am Stadtrand erbaut. Zahlreiche Einwohner der Stadt flüchteten noch bis 1961 in den Westen. In der DDR-Zeit gewann Kaltennordheim durch seine Grenzlage im Süden des Kreises Bad Salzungen an Bedeutung. Der Ort wurde durch die 1953 einsetzende Verstaatlichungen und die wirtschaftliche Konzentration auf die Möbelindustrie und die Rhönbrauerei sowie der Erweiterung der Basaltsteinbrüche auf dem Berg Umpfen entwickelt.
In den 1980er Jahren wurde das Schloss durch Auslagerung der Schule für eine kulturelle Nutzung freigegeben. Es entstanden die Bibliothek, ein Standesamt und ein Kulturzentrum. Im Schlosshof fand 1987 die 425-Jahr-Feier der Verleihung des Stadtrechts statt.
Mit der Grenzöffnung im November 1989 begann ein neues Kapitel der Stadtgeschichte. Schon am 14. November 1989 traf als erster Vertreter einer westdeutschen Kommune der Bürgermeister der hessischen Nachbarstadt Tann (Rhön) in Kaltennordheim ein. Die Bevölkerung von Kaltennordheim hatte in den folgenden zwei Jahrzehnten eine gewaltige Aufgabe der Stadterneuerung und der sozialen Umwälzungen zu bewältigen.
1994 kam Kaltennordheim zum Wartburgkreis und wurde Mitglied und Sitz der Verwaltungsgemeinschaft Oberes Feldatal.

### 21. Jahrhundert
Am 31. Dezember 2013 fusionierte Kaltennordheim mit den benachbarten Gemeinden Andenhausen, Fischbach/Rhön, Kaltenlengsfeld und Klings zur Stadt Kaltennordheim, wodurch die Verwaltungsgemeinschaft Oberes Feldatal, der alle Gemeinden angehörten, aufgelöst wurde. Vom 31. Dezember 2013 bis 31. Dezember 2018 war Kaltennordheim zudem erfüllende Gemeinde für Diedorf und Empfertshausen.
Im Zuge der Gebietsreform in Thüringen wurden die Gemeinden Aschenhausen, Kaltensundheim, Kaltenwestheim, Melpers, Oberkatz und Unterweid zum 1. Januar 2019 in die Stadt Kaltennordheim eingemeindet. Die Verwaltungsgemeinschaft Hohe Rhön wurde um die Stadt Kaltennordheim erweitert, dort befindet sich auch der Sitz der Verwaltungsgemeinschaft. Kaltennordheim wechselte hierfür vom Wartburgkreis in den Landkreis Schmalkalden-Meiningen.
Gegen den von der Landesregierung vorgesehenen Wechsel Kaltennordheims in den Landkreis Schmalkalden-Meiningen regte sich erheblicher Widerstand, einerseits seitens der Bevölkerung insbesondere der nördlichen Ortsteile Andenhausen und Fischbach, andererseits auch des Wartburgkreises. Dieser reichte umgehend nach der Entscheidung des Thüringer Landtages einen Antrag auf Erlass einer einstweiligen Anordnung beim Thüringer Verfassungsgerichtshof ein. Jedoch scheiterte der Wartburgkreis mit diesem Eilantrag vor dem Thüringer Verfassungsgerichtshof.

### Einwohnerentwicklung
Entwicklung der Einwohnerzahl (Datenquelle: ab 1994 Thüringer Landesamt für Statistik, Werte vom 31. Dezember).
| - 1994: 2.132 - 1995: 2.116 - 1996: 2.085 - 1997: 2.071 - 1998: 2.015 - 1999: 2.040 | - 2000: 2.031 - 2001: 2.007 - 2002: 1.974 - 2003: 1.935 - 2004: 1.917 - 2005: 1.871 | - 2006: 1.782 - 2007: 1.761 - 2008: 1.754 - 2009: 1.735 - 2010: 1.730 - 2011: 1.722 | - 2012: 1.712 - 2013: 3.342 1 - 2014: 3.339 - 2015: 3.330 - 2016: 3.363 - 2017: 3.326 | - 2018: 3.299 - 2019: 5.802 2 - 2020: 5.773 - 2021: 5.706 - 2022: 5.716 - 2023: 5.748 |

1: Neubildung am 31. Dezember 2013

2: Neubildung am 1. Januar 2019

## Politik

### Stadtrat
Seit der Kommunalwahl 2024 setzt sich der Stadtrat wie folgt zusammen:
- CDU/Bürger für die Obere Rhön: 4
- FWG Kaltenlengsfeld: 2
- FWG Fischbach: 2
- Unabhängige Bürger (UB): 6
- Sport- und Schützenverein: 1
- Wählergemeinschaft „Hohe Rhön“: 5

### Bürgermeister
Am 25. Mai 2014 fand die Wahl zum ersten hauptamtlichen Bürgermeister der Stadt Kaltennordheim statt. Keiner der fünf Einzelbewerber konnte im ersten Wahlgang eine Mehrheit erreichen. In der Stichwahl am 8. Juni 2014 wurde Erik Thürmer (CDU/Bürger für die Obere Rhön) mit 65,5 % der abgegebenen gültigen Stimmen zum ersten hauptamtlichen Bürgermeister der Stadt Kaltennordheim gewählt. Am 15. März 2020 erfolgte mit 83,1 % der abgegebenen gültigen Stimmen seine Wiederwahl im ersten Wahlgang.

### Wappen
| | Blasonierung: „In Blau ein fünffach gezinnter silberner Turm mit offenem goldenen Torbogen, darin auf einem grünen Dreiberg eine rechtsgewendete rotbewehrte schwarze Henne mit rotem Kamm und roten Lappen.“ |
| Wappenbegründung: Der Ort Kaltennordheim wurde in einer Schenkungsurkunde vom 6. Juli 795 erstmals urkundlich erwähnt: „...in pago Tollifeldum villa Nordheim.“ Mit der Stadtrechtverleihung 1562 erhielt Kaltennordheim das noch heute gültige Wappen, das dem Siegel des STADTFLECKEN KALTENNORTHEIM entstammt und an die Zugehörigkeit zur Grafschaft Henneberg erinnert. Durch die Stadtgerechtigkeit war dem Ort von nun an auch gestattet, Jahres- und Wochenmärkte durchzuführen. Der Markt zu Pfingsten, welcher später im Volksmund als „Heiratsmarkt“ bezeichnet wurde, fand erstmals 1563 statt und entwickelte sich bis heute zu einer festen Tradition. | |

### Flagge
Die Stadtflagge ist blau-weiß-blau (1:3:1) gespalten und trägt das Stadtwappen.

### Dienstsiegel
Das Dienstsiegel trägt die Umschrift im oberen Halbbogen „THÜRINGEN“, im unteren Halbbogen „Stadt Kaltennordheim“ und zeigt das Stadtwappen.

### Städtepartnerschaft
Eine Städtepartnerschaft besteht mit dem 15 Kilometer entfernten Tann (Rhön) im Landkreis Fulda.

## Kultur und Sehenswürdigkeiten

### Schloss

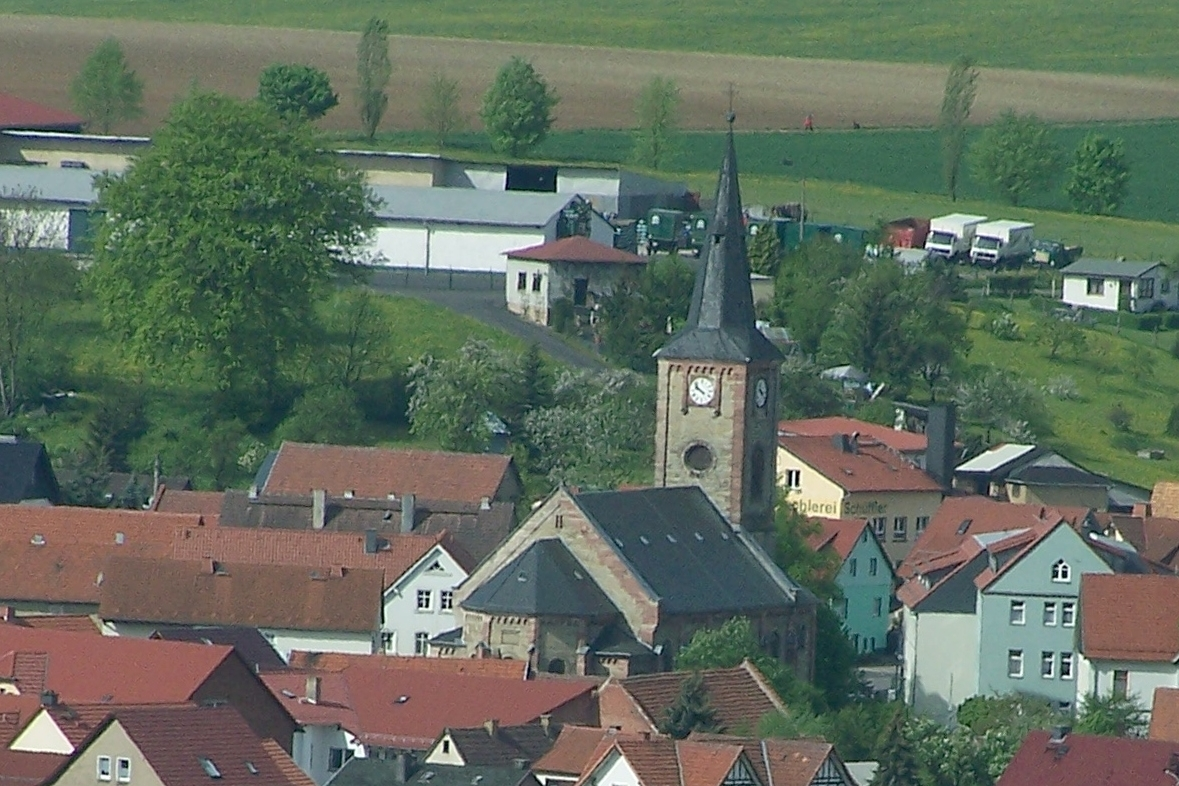
Die Nikolaikirche

Beim Kaltennordheimer Schloss handelt es sich um einen Neubau von 1754 mit einem überaus schlichten Amtshaus auf den Grundmauern der ehemaligen Merlinsburg. Das Torhaus wurde im selben Jahr unter Verwendung mittelalterlicher Bauteile erbaut. Im Schloss befindet sich heute ein Museum. Im Schlosshof steht eine Tanzlinde. Die etwa fünfhundert Jahre alte Sommerlinde wurde 1956 als Naturdenkmal ausgewiesen.

### Kilianskirche
Die spätgotische evangelische Kilianskirche wurde im 14. Jahrhundert als steinerner Nachfolgebau einer Holzkapelle auf dem Friedhof errichtet. Sie ist die älteste noch erhaltene Steinkirche im Feldatal. 1558 und 1727 wurde sie umgebaut. Dort befinden sich die Grabstätten der Amtsvögte und örtlicher Adliger. Im Fußboden sind Grabplatten eingelassen. Auf dem Friedhof befindet sich das Kriegerdenkmal von 1921 und der Grabstein Trauernde (1924) des Kaltennordheimer Bildhauers Fritz Röll (Berliner Bildhauerschule).

### Weitere Sehenswürdigkeiten
- Rathaus und Altstadt

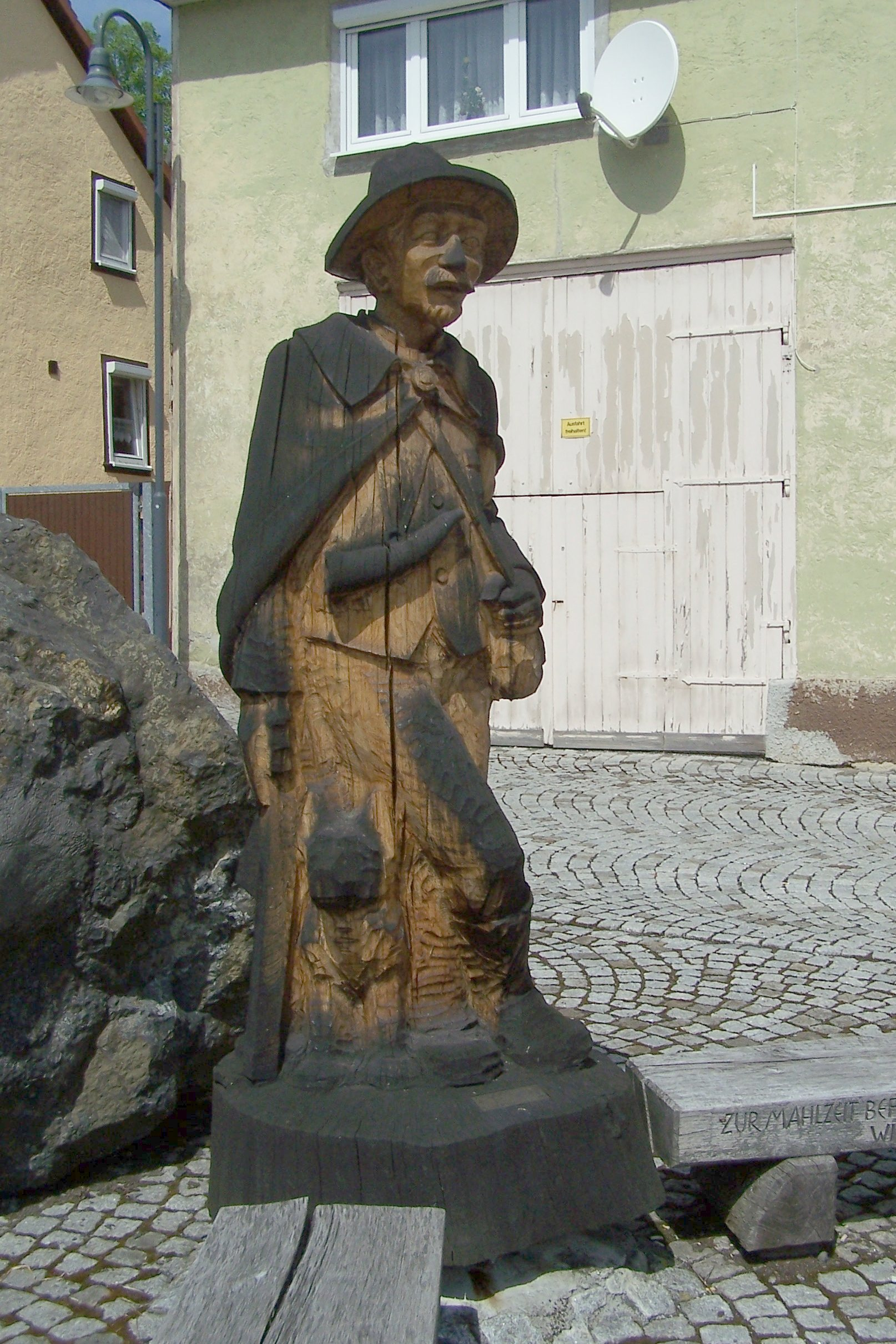
Der Berghirte – Holzskulptur von Erhard Dressler (2003)

- Stadtkirche St. Nikolai, ein Neubau von 1867
- die 500-jährige Amtslinde im Schlosshof
- die Rhönbrauerei
- das Hotel Zum goldenen Löwen
- die keltische Befestigungsanlage auf dem Umpfen[18]
- Mühlen und Brücken an der Felda
- Skulpturengruppe Am Treibplatz gegenüber der Stadtkirche

### Naturschutzgebiet Große Hardt
Das Naturschutzgebiet Große Hardt ist etwa 50 Hektar groß und befindet sich südöstlich von Kaltennordheim. Die Große Hardt ist Teil der Kulturlandschaft der Rhön und ein oft sonniger Höhenrücken in etwa 600 m Höhe. Der Bereich wurde wegen einer Reihe hier nachgewiesener Tierarten, beispielsweise Rotmilan, als schützenswert eingestuft. Der BUND, Kreisverband Wartburgkreis und Stadt Eisenach, wies das Gebiet als „Biotop des Monats September 2000“ aus.
Rund um Kaltennordheim gibt es über 60 km Wanderwege im Naturschutzgebiet sowie einen Naturlehrpfad.
Die Stadt liegt am Schlösser- und Burgenweg HWO 2 des Rhönklubs sowie am Rhönpaulusweg. Der Aufstieg auf den Basaltberg Umpfen bietet einige herrliche Ausblicke.

### Sport
Der Sportverein RSV Fortuna Kaltennordheim, gegründet 1863, bietet viele Möglichkeiten sportlicher Betätigung wie z. B. Fußball, Aikido, Tischtennis, Motorsport, Volleyball, Billard, Gymnastik, uvm.

Als Sportveranstaltungen finden statt:
- Neujahrsschwimmen (Neujahr)
- Rhöner Volkslauf, Wertungslauf zum Landschaftscup (April)
- Einzelzeitfahren in der Rhön über 36 Kilometer (1. Mai)

### Regelmäßige Veranstaltungen
- Das bekannteste Fest ist der Heiratsmarkt (zu Pfingsten Mai/Juni), er gilt als größtes Volksfest Südthüringens. Weitere Markttage sind der Ostermarkt (am Palmsonntag) und der Herbstmarkt (am 3. Oktober) sowie der Weihnachtsmarkt.
- Von der Brauerei und den Wirten der Stadt werden das Brauereifest im August, das Wirtefest im Oktober und der Doppelbockanstich im November organisiert.
- Karneval (im Februar) und Kirmes (im Oktober) werden ebenfalls gefeiert.
- Die Einzelhändler der Innenstadt organisieren im November die Kaltennordheimer Lichternacht mit verschiedenen Highlights und Nachtshopping.

## Wirtschaft und Infrastruktur

### Wirtschaft
Die Wirtschaft von Kaltennordheim wird durch Kleingewerbe geprägt.
- Die Möbelindustrie war in der DDR-Zeit bedeutendster Arbeitgeber. Um 1900 arbeiteten bereits mehr als 100 Mitarbeiter in der Firma Röltsch & Co, die auf die Herstellung „Altdeutscher Möbel“ spezialisiert war. Auch die von Max Ernst und der Fa. Burkhard & Wagner gegründeten Betriebe standen in der Tradition der städtischen Tischler- und Schreinerzünfte und wurden zuletzt in der Werra-Möbel-Meiningen GmbH übernommen. Als Folge der Wiedervereinigung brach die industrielle Fertigung zusammen.[20]
- Wichtigste Industriebetriebe sind zum einen die traditionsreiche Rhönbrauerei Kaltennordheim und zum anderen die LuK Truckparts GmbH & Co. KG.
- Die in Kaltennordheim ansässige Firma Walch ist im öffentlichen Personennahverkehr tätig und bediente bis Mai 2019 im Auftrag des Verkehrsunternehmen Wartburgmobil sowie der Meininger Busbetriebe mit dem „Rhönsegler“ mehrere Strecken im südlichen Wartburgkreis und im südwestlichen Teil des Landkreises Schmalkalden-Meiningen, sie war Mitglied im Interessenverband Regionaler Personenverkehr Südthüringen.
- Das Gewerbegebiet „Unter dem Ergel“ befindet sich am nordöstlichen Stadtrand von Kaltennordheim. Es verfügt über eine Gesamtfläche von 12,4 ha (Stand 2009).[21]

### Bildungseinrichtungen
In Kaltennordheim gibt es zwei Grundschulen, eine Regelschule und ein Gymnasium. Die Staatliche Grund- und Regelschule im Ortsteil Kaltennordheim sind beide nach dem Rhöndichter Andreas Fack benannt. Im Ortsteil Kaltensundheim befindet sich das Thüringische Rhön-Gymnasium und im Ortsteil Kaltenwestheim zudem eine weitere Staatliche Grundschule.

### Ämter
- Das Forstamt Kaltennordheim ist der Thüringer Landesforstverwaltung unterstellt. Neben der wirtschaftlichen Bedeutung (ca. 17.800 ha Waldfläche) gewinnt auch in zunehmendem Maße der Natur- und Landschaftsschutz, das Gebiet gehört zum Biosphärenreservat Rhön.[22]
- In Kaltennordheim befand sich eine der dienstältesten Wetterwarten in Thüringen. Präzise Wetterberichte waren beispielsweise auch für den Segelflugplatz auf der nahen Wasserkuppe erforderlich. Die heutige, automatisch arbeitende Wetterstation ist im Messnetz der Firma Meteomedia integriert.[23]

### Verkehr
Durch Kaltennordheim führt die Bundesstraße 285 als Nord-Süd-Verbindung von Bad Salzungen ins unterfränkische Mellrichstadt, wo sie Anschluss an die Bundesautobahn 71 besitzt. Des Weiteren verläuft von Ost nach West die Landesstraße 1124 von der Kreisstadt Meiningen (A 71) in das hessische Tann (in Hessen als L 3174) durch die Stadt. Geplant ist mit der Bundesstraße 87n eine leistungsfähige Straßenverbindung von der A 71 bei Meiningen bis zur hessisch-thüringischen Grenze, wobei Kaltennordheim eine 4,2 Kilometer lange Umgehungsstraße erhält. Im Bundesverkehrswegeplan 2030 ist die B 87n aktuell als Weiterer Bedarf (WB) eingestuft worden.
Bis 1997 war die Stadt Endpunkt der Feldabahn, die den Ort mit Bad Salzungen verband. Der Betrieb der Feldabahn wurde 2003 endgültig eingestellt und 2008 erfolgte der Rückbau der Gleisanlagen und der Bahnhof des Ortes wurde abgerissen. Seitdem wird der öffentliche Verkehr mit Linienbussen des Verkehrsunternehmen Wartburgmobil und der Meininger Busbetriebs GmbH sichergestellt. Die nächstgelegenen Bahnhöfe befinden sich in Meiningen (28 km) und östlich in Wasungen (22 km) an den Strecken von Süd-Thüringen-Bahn und Erfurter Bahn.

### Wasser und Abwasser
Die Wasserver- und Abwasserentsorgung wird durch den Wasser- und Abwasserverband Bad Salzungen sichergestellt, ausgenommen für die Ortsteile Aschenhausen, Melpers, Oberkatz und Unterweid, welche vom Kommunalen Wasser- und Abwasserzweckverband Meininger Umland ver- und entsorgt werden.

## Persönlichkeiten

### Söhne und Töchter der Stadt
- Christian Friedrich Gottlieb Thon (1773–1844), Autor
- Carl Christian Wilhelm May (1777–1846), Bürgermeister von Eisenach 1832–1846
- Max Stickel (1875–1952), Gynäkologe, Professor an der Humboldt-Universität in Berlin
- Fritz Röll (1879–1956), Bildhauer
- Willy Merkl (1900–1934), Bergsteiger und Expeditionsleiter im Himalaya
- Wilhelm Friedrich (1904–1962), Polizeirat
- Wilfried Rommel (1928–2002), Tierarzt

### Persönlichkeiten, die vor Ort gewirkt haben
- Andreas Fack (1863–1931), schrieb 1912 das Rhönlied, die inoffizielle Hymne der Rhön

## Filme
- Das Rhönmagazin im Mai 2019 – Kaltennordheim. Videoreportage, 13:02 Min., TV Mainfranken, ausgestrahlt am 6. Mai 2019 (tvmainfranken.de).